# Washington Luiz Pereira dos Santos
Washington Luiz Pereira dos Santos (nacido el 10 de abril de 1975) es un exfutbolista brasileño que se desempeñaba como delantero.
Jugó para clubes como el Nacional, RFC Lieja, RAA Louviéroise, Paraná, Cerezo Osaka, Atlético Mineiro, Guaraní, Sportivo Luqueño, Internacional y Marathón.

## Trayectoria

### Clubes
| Club             | País      | Año         |
| ---------------- | --------- | ----------- |
| Uberlândia       | Brasil    | 1994        |
| Nacional         | Brasil    | 1995        |
| União São João   | Brasil    | 1996        |
| RFC Lieja        | Bélgica   | 1997        |
| RAA Louviéroise  | Bélgica   | 1998 - 2001 |
| Paraná           | Brasil    | 2001        |
| Cerezo Osaka     | Japón     | 2001        |
| Olaria           | Brasil    | 2002        |
| Atlético Mineiro | Brasil    | 2002        |
| América          | Brasil    | 2003        |
| Guaraní          | Paraguay  | 2004        |
| América          | Brasil    | 2005        |
| Sportivo Luqueño | Paraguay  | 2005        |
| Internacional    | Brasil    | 2005        |
| Remo             | Brasil    | 2006        |
| Marathón         | Honduras  | 2006        |
| São Gabriel      | Brasil    | 2006        |
| Happy Valley     | Hong Kong | 2007 - 2008 |
| Internacional    | Brasil    | 2009        |
| Taquaritinga     | Brasil    | 2010        |
| São Raimundo     | Brasil    | 2010 - 2011 |
| Rio Branco       | Brasil    | 2011        |
| Nacional         | Brasil    | 2011        |